# احمدآباد (خمیر)
احمدآباد، روستایی در دهستان کهورستان بخش کهورستان شهرستان خمیر در استان هرمزگان ایران است.

## جمعیت
بر پایه سرشماری عمومی نفوس و مسکن در سال ۱۳۹۵، جمعیت این روستا برابر با ۱۳ نفر (۶ خانوار) بوده‌است.